# 原爆に遭った少女の話
『原爆に遭った少女の話』（げんばくにあったしょうじょのはなし）は、ペンネーム「さすらいのカナブン」を名乗る広島県の会社員女性（プロフィールは非公開。以下、カナブンと表記）による漫画。作者の個人ウェブサイト『Game&cG』において、2012年（平成24年）6月に公開が開始され、翌2013年（平成25年）8月に最終章が公開されて完結した。全8章。
作者は、戦時中の広島市で広島電鉄の路面電車を少女運転士として運転した広島電鉄家政女学校第1期生・児玉豊子（旧姓は雨田）の孫であり、本作品は広島市への原子爆弾投下と、広島電鉄家政女学校、被爆直後の広島で街の復興を目指して電車を運転した豊子のエピソードをテーマとしたノンフィクション作品である。個人サイト掲載のアマチュアによる漫画ながら、公開当初からTwitter（現・X）などインターネット上で大きな反響を呼んだ。
被爆70年の節目となる2015年（平成27年）8月には、漫画に描かれた実話をもとにテレビドラマ『戦後70年 一番電車が走った』が制作され、NHK総合テレビジョンにて全国放送された。

## あらすじ
太平洋戦争中の1943年（昭和18年）、広島市。戦争で男子たちが出征して人員が不足する中、広島電鉄では女子を乗務員として育成するための家政女学校を新設する。主人公・雨田豊子はその第1期生として入学する。豊子は学業の傍ら、電車の車掌業務もこなし、進級後は運転手も任される。寮での生活、友人たちとの交流、初恋なども交え、学業と運転士としての日々が続く。
しかし1945年（昭和20年）8月、広島市に原子爆弾が投下される。市街も市民たちも甚大な被害を負い、豊子の友人たちも重傷を負う。そのわずか3日後、広島電鉄の尽力により電車が復旧する。奇跡的に軽傷で済んだ豊子は悲しみを堪え、広島復興に向けて電車を動かす。
やがて終戦を迎え、その翌9月、家政女学校は卒業生1人出すことなく廃校する。卒業の免状も退職金もなく、少女たちの将来の夢、友人たち、学業はすべて原爆により掻き消される結果となる。豊子は失意の中、帰郷する。
時は流れ、約60年後の平成期。豊子は孫や曾孫たちに囲まれ、楽しく過ごしている。一方では戦渦の夏の記憶は決して消えることはなく、豊子は世界のすべての平和と、戦争が二度と起こらないことを祈り続けている。

## 登場人物
雨田 豊子（あめだ とよこ）
広島電鉄家政女学校の第1期生。16歳。広島県粟屋村（後の三次市）出身。国のため、人々のためとして家政女学校に入学し、学業の傍ら、路面電車の車掌業務や運転をこなす。
小西 幸子（こにし さちこ）
家政女学校の第2期生で、豊子の1学年下の従姉妹。旧国民学校を卒業後、家政女学校に入学する。
松永 弘笑（まつなが ひろえ）
家政女学校の第1期生。入学と共に豊子の友人の1人となる。被爆により母を失う。
山崎 与一郎（やまざき よいちろう）
家政女学校の交通科担当。豊子らに電車運転を指導する。
雨田 よし江（あめだ よしえ）
豊子の郷里の幼馴染み。婚約者のもとへ向かうために豊子の運転する電車に乗り、被爆する。
佐藤軍曹（さとうぐんそう）
陸軍軍曹、22歳。豊子の運転する電車に乗る内に、豊子に惹かれてゆく。

## 作風とテーマ
資料をもとに忠実に描き込まれた広島の町並みと、少女漫画を思わせるタッチの人物が特徴。特に人物については、遠い時代の話だと感じさせずに親しみやすいとの声もあり、戦時下でのラブロマンスや、女学生同士の交流なども生き生きと描かれている。原爆投下直後の凄絶な様子や終戦直後の混乱なども、感情的になり過ぎず、シンプルなタッチで描かれている。
原爆被爆者の描写については、従来の『はだしのゲン』などの原爆漫画よりも控え目であるため、若者でも気軽に読める内容になったようである。ウェブコミックというメディアをとっていることも、若者にもなじみやすく伝えることに、効を奏していると見られている。
漫画に加えて、ページの随所には説明文や実際の当時の写真が掲載されており、読者の理解を助けてくれる構成となっている。
また、反戦や反核といった強い主張を作中に入れることは避けられ、当時の主人公の考えや行動を、極力ありのままに描写することが心がけられている。これについて作者のカナブンは、祖母の豊子に戦時中の話を聞いた際は、彼女らにとっては戦争下での生活が当時の日常であり、戦争の起きた理由や戦争を止めることのできなかった悔いといった話を聞いたことはなく、豊子の話を聞くことで自分の思想が変化するといったことも特になかったことから、余計な思想を作品に入れてはいけないと感じ、当時の人物の考えや行動のみの描写を貫いたのだという。
一方でカナブンは、事実を重視しすぎるあまり、感情移入しにくくなったことを反省点に挙げている。そのため、本作にも登場する小西幸子を主人公とした第2作『ヒロシマを生きた少女の話』では、被爆者としての差別に対する苦悩など、心の動きを盛り込んで製作されている。

## 制作背景
作者であるカナブンの小学生時代に、学校で「近所の被爆者から体験を聞こう」という宿題が出た。カナブンが近所の老人に聞いた話をまとめていたところ、祖母である児玉豊子が、自分も原爆に遭ったと話し始めた。豊子は差別を恐れ、それまで被爆体験を誰にも話さなかったが、話を聞こうと素直な態度を示す幼い孫にだけは、被爆体験を語るようになった。これによりカナブンは、自分の祖母が15歳で広島電鉄家政女学校に入学し、学業の傍ら路面電車を運転していたことを初めて知った。祖母が話す女学生時代の楽しい話、生々しい原爆の話は現実味にあふれており、当時の自分たちとさほど変わらない10代の少女たちが電車を運転していたという事実にも興味をひかれた。カナブンは、被爆者しか語り得ない貴重な体験談を後世に引き継ぐために、祖母の話をメモにまとめつつ、いつか発表したいと考えていた。
高校に進学後にこれらの話を文章にまとめ、特別授業や卒業文集などで発表した。しかし学校内の活動では、伝える相手は身近な人々に限られていた。また、文章による発表では興味を持つ相手も少なく、悲惨な話をわざわざ手に取ろうとする人もいなかった。より多くの人に伝えることのできる方法を求めて、漫画の製作を思い立った。折しも祖母は、カナブンが幼少時から絵を描くことが好きだったことから、彼女が中学に進学して美術部に入部した際「お前は絵が上手だから、私が御幸橋の上で見た被爆者の姿を描いてほしい」と頼んだことがあり、漫画ならその約束も果たせるとも考えた。また、被爆前の女学校の生活や、電車の乗務などの話を聞く内に「1枚の絵よりも、原爆投下の前後の様子も含めた事実を漫画にした方が伝わる」と思い立ったことも理由であった。
嘘のないように、なおかつ漫画としてわかりやすく描くことは、容易な作業ではなかった。漫画製作のためには、当時の広島市街の様子や人々の生活の調査が必要だったが、資料を集めようにも、構想を練り始めた当初はまだインターネットが未発達であり、広島平和記念資料館や図書館などで得られる資料も限られていた。改めて祖母に話を聞こうにも、祖母が老いて記憶が曖昧になり、以前の記憶を忘れたり、記憶が食い違うことも多くなった。さらに祖母は自分の子供に対しても、被爆者の子供と差別されることを恐れ、被爆体験を伝えていなかったため、祖母以外の者に当時の話を聞くこともできなかった。しかし、祖母の体験談は文章ではすでにメモにまとめられていたため、漫画は体験談に興味を持ってもらうための入口だと割り切り、作品を完成させることに集中した。祖母に何度も話を聞き、平和記念資料館にも何度も通い、情報の肉付けを進めた。2011年（平成23年）に漫画製作用のPCソフトであるComicStudioを導入したことも、漫画製作の追い風の一つとなった。
会社員として働きながら、夜間や早朝の時間帯に机に向かい、ようやく2013年に『原爆に遭った少女』を完成させ、自身のウェブサイトに掲載した。漫画として構想を練り始めてから、15年近く経ってのことであった。個人サイトで公開したのは、戦争や原爆の書籍をわざわざ書店で買う読者層は限られており、ネット上での無料公開なら読んでみようと思う利用者も増えるはず、との考えからであった。
同2013年に、電子書籍であるAmazon Kindleで出版に踏み切った。販売開始後は作品が次第に売れ始め、カスタマーレビューでも高評価を得ることができた。売上を翻訳の資金に充てて英訳版を出したいと公表したところ、それを知って購入する読者もいた。翻訳者の協力を得て、同年12月に英語版をAmazon Kindleとして出版し、Amazon.comで販売が開始された。
紙の書籍としての出版の話もあったが、その場合、在庫切れ後に重版可能かどうかは出版社次第であるため、そのまま消えてしまう恐れがあった。電子書籍という方法をとったのは、在庫切れもなく、時期や場所を問わずに漫画を入手可能との考えからであった。また、単にウェブサイトに掲載しただけでは作品の存在すら人々の目につきにくいが、Amazonに掲載されれば人の目に増える機会もあることや、口コミで広がって絵だけで関心を持つような人が戦争体験に関心を持つきっかけになってほしい、などの考えからでもあった。このような考えのもと、カナブンはプロの漫画家ではなく、会社勤めの傍らで原爆や戦争の恐ろしさを伝えるという立場を貫いている。
2017年（平成29年）には、ザメディアジョンによるビジュアルブック『被爆電車75年の旅“走る歴史モニュメント”、その裏に秘められた復興と再生の物語』に全話が掲載された。

## 社会的評価
公開後、作品はTwitterなどインターネットで徐々に広まり、アクセス数は2014年（平成26年）8月5日時点で累計約22万回に昇った。広島平和記念日である2013年8月6日には、閲覧数は1日のみで約3万回を記録した。新聞記事にも取り上げられた。
読者からは「心にずしんと来た」「素晴らしい漫画です。辛さ悲惨さだけじゃない。生きる事。出来ることをする事。希望と、願いを、未来へ」「アッサリとしたまとめ方であっても、等身大の感覚を感じられて興味深かった」「線路の修復の話や、電車が走るのを待っていた人々の話とか、当時色々あったんだなと。泣けてきた」「何度もこみ上げるものがある」「沢山の人に読んでもらいたい」「女学校があったのを初めて知った」「この祖母様の記憶が、たくさんの人々に平和をもたらします様に。これからの明るい未来を信じて」などの声が寄せられた。「『はだしのゲン』は怖くて読めなかったが、この作品は読めた」との反応もあった。
前述のようなシンプルな作画については、「絵柄が柔らかく、読みやすかった」「絵が優しいから見やすい」との声が上がった。
2013年8月に長崎県で開催された第37回全国高等学校総合文化祭で、広島の高校生たちが本作を取り上げた際には、学生たちが「被爆の状況だけでなく、恋愛や友達との楽しいやりとりもあって、私たちの世代に伝えるのにすごくいい」との感想を述べた。
2015年（平成27年）には、ITmediaのウェブサイト『ITmedia eBook USER』により、終戦の日に読みたいウェブコミック4選の1つに選定された。同2015年にはNHKにとまり、後述するドラマ化作品『一番電車が走った』、および漫画の制作・配信過程をテーマとした特集番組『被爆70年特集「孫が描いた原爆少女 〜49万アクセスを集めたネット漫画〜』（NHK、2015年7月25日）が放映された。
一方では「被爆者の絵は恐くて見られなかった」のように、悲惨な被爆のシーンを見られないという声も少なくない。作者のカナブンは、見ないままでは戦争体験が広がらないとして、伝えるための工夫を課題に挙げている。

## テレビドラマ『一番電車が走った』
『戦後70年 一番電車が走った』（せんご70ねん いちばんでんしゃがはしった）と題して、NHK広島放送局制作による単発ドラマ（地域発ドラマ）としてNHK総合にて2015年（平成27年）8月10日の19:30 - 20:43に放送された。主演は黒島結菜と阿部寛。2015年度文化庁芸術祭参加作品。

### あらすじ（ドラマ）
戦中の1945年（昭和20年）。主人公・雨田豊子は広島電鉄家政女学校の生徒として、学業の傍ら、出征した男性たちに代わって路面電車を運転していた。一方で広島電鉄電気課長の松浦明孝歳は、上司と部下の間の板挟みで心労の日々が続いていた。
同1945年8月、広島市に原爆が投下。広島は焦土の街と化し、路面電車は壊滅状態となる。松浦は、電車さえ動けば広島復興に繋がると信じ、電鉄再建の陣頭指揮をとる。3日後に電車が復旧する。奇跡的に軽症で済んだ豊子は、友人を失い、自身も傷ついた身ながらも、復興への希望をこめて運転席に立つ。焼野原を走る路面電車は、いつしか広島の希望となり、「一番電車」と呼ばれるようになる。

### キャスト
雨田 豊子（あめだ とよこ）
演 - 黒島結菜。
松浦 明孝（まつうら あきたか）
演 - 阿部寛。
広島電鉄電気課課長。被爆後は電車復旧の指揮を一任され、広島復興のために奮闘する。
小西 幸子（こにし さちこ）
演 - 清水くるみ
西 八重子（にし やえこ）
演 - 秋月成美。
家政女学校の2期生。豊子の同級生にして親友。
清水 信介
演 ‐ 遠藤たつお
高村 光次郎（たかむら こうじろう）
演 - モロ師岡
家政女学校教諭。電車運行に携わる女生徒たちを指導し、被爆後も彼女らに電車運転を指示する。
森永 勘太郎（もりなが かんたろう）
演 - 中村蒼
陸軍軍曹。豊子の運転する電車に乗る内に、豊子と惹かれ合ってゆく。
安永 正一（やすなが しょういち）
演 - 新井浩文
広島電鉄変電所勤務。

### スタッフ
- 演出 - 岸善幸（テレビマンユニオン）[26]
- 制作統括 - 奥本千絵（NHK広島）、大門博也（NHK）、関英祐（NHKエンタープライズ）[26]
- プロデューサー - 竹村悠[26]
- 脚本 - 岸善幸、岡下慶仁[26]
- 撮影 - 夏海光造[26]
- 制作 - NHKエンタープライズ[19]
- 制作協力 - テレビマンユニオン[19]
- 制作著作 - NHK[19]

### 製作
漫画『原爆に遭った少女の話』に描かれた実話をもとに、実在の人物の取材に基づき、再構成して製作された。製作にあたっては広島電鉄が戦後・被爆70年事業として、資料提供、OB社員らへの取材支援、車庫内で実物の車両を用いたロケ撮影などの協力を行なった。
雨田豊子役を演じる黒島結菜は、本作がドラマ初主演であり、本作が女優として頭角を現すきっかけの1つとなった。阿部寛は、それまで戦争を扱った作品への出演は少なかったものの、本作で監督と脚本を手がけた岸善幸の、2013年の作品『ラジオ』で振るった演出の手腕に感銘を受け、出演を決意したという。黒島と阿部は広島市内でロケにあたり、実在のモデルやモデルの遺族に対面して話を聞いた上で撮影に臨んだ。
阿部の演じる広島電鉄電気課長・松浦明孝は、漫画には登場しないものの実在の人物であり、広島の企業・大亜工業株式会社を創業した人物である。ただし作中では雨田豊子と松浦明孝の出会いの場面があったものの、実際に2人が出会っていたかはどうかは、根拠がない。岸善幸によれば、本番組の取材ディレクターが、一番電車の運行が3日後に再開できた理由を調査する過程において、史実でも2人が被爆前の路面電車に乗っていたこと、豊子が被爆後の一番電車に乗務していたこと、松浦が電車復旧の現場指揮をとっていたことが判明し、豊子と松浦が電車復旧に関連していたことが事実と考えられたことから、豊子や松浦のような一市民の働きによって電車が運行可能となり、広島に希望を与えたことを描写するために、豊子と松浦の出会いの場面を描写したという。
ドラマのエンディングでは、実在の児玉豊子と増野幸子（小西より改姓）が講演会に登壇したときの映像で、幕が締めくくられている。
放映翌年の2016年（平成28年）には、神奈川県大和市の「平和都市推進事業実行委員会」が「平和を見つめるパネル展」を開催し、本ドラマの映像パネルの展示、ドラマの上映会が行なわれた。

### 作品の評価
サブカルチャー評論家の阿部嘉昭は、阿部寛の演技を「真率な立居」、黒島結菜の演技を「素晴らしい」と評価している。終盤では主人公が川で行水する場面では、黒島結菜の演技を「自然体でありながら存在感あふれており、女優としての高い資質を窺わせる」との声もある。
放送作家の高橋秀樹も、阿部の演技を適役と評価したほか、被爆当時の広島の市街の映像化についても高く評価し、本作を2015年夏に多かった戦後70年特別番組の中でも群を抜く秀作と評価している。
ただし視聴率は、同日同時間帯に放映されたテレビ番組の中では最低の6.2パーセントを記録した。また放送文化基金による第42回放送文化基金賞では、最終審査まで残ったものの、最終的には選に漏れた。これについては、70年経って戦争を描くことが困難になったという声が上がっている。視聴者からは「実話がベースであることに重点が置かれている一方で、原爆や戦争の描写が軽微で、その恐ろしさが伝わらず、中途半端」との声も寄せられていた。